# Йон Кіку
Йон Кіку (рум. Ion Chicu; нар. 28 лютого 1972, с. Пиржолтень, Калараський район) — молдовський фахівець у галузі фінансів, прем'єр-міністр Молдови з 14 листопада 2019 до 31 грудня 2020 року.

## Життєпис
Закінчив факультет менеджменту в Академії економічних наук Молдови.
2005 року працював на посаді директора Головного управління структурних реформ Міністерства економіки та торгівлі Республіки Молдова.
У 2006–2008 рр. — заступник міністра фінансів Молдови.
З квітня 2008 року до вересня 2009 року — головний державний радник прем'єр-міністра Республіки Молдова з економічних питань та зовнішніх зв'язків.
Також обіймав посаду голови Ради стратегічного розвитку медичного університету імені Ніколає Тестеміцану, працював консультантом з управління державними фінансами у різних проєктах.
У січні 2018 року призначений на посаду генерального секретаря Міністерства фінансів, а в грудні того ж року став міністром фінансів Молдови.
У липні 2019 року призначений радником Президента Молдови.
З 14 листопада 2019 до 31 грудня 2020 — прем'єр-міністр Молдови.

## Родина
Одружений, має 3 дітей.